# Coleco Telstar
Telstar er en videospilkonsol produceret af Coleco, som blev udgivet i 1976.
Oprindeligt en PONG-klon, baseret på General Instruments' AY-3-8500-chip.
Coleco udgav følgende Telstar-konsoller:
1. Telstar – (model 6040, 1976) 3 PONG-spil (hockey, håndbold og tennis), 2 Paddle-joystick monteret på konsollen. Denne konsol var den første til at gøre brug af AY-3-8500-chippen.
2. Telstar Classic – (model 6045, 1976) udvidet 6040-model med deluxe trækasse.
3. Telstar Deluxe – (1977) aka "Video World Of Sports", model 6040 udgivet i en brun kasse med træpanel lavet for det canadiske marked med engelsk og fransk tekst.
4. Telstar Ranger – (model 6046, 1977) 4 PONG-varianter (hockey, håndbold, tennis, jai alai) og 2 pistolspil, (mål- og dueskydning), konsollen kom med sort og hvid plastikkasse, lys-pistol i form af en seksløber og en adskilt "paddle" joystick.
5. Telstar Alpha – (model 6030, 1977) 4 PONG-varianter, sort og hvid kasse med indbygget "paddle"-joystick.
6. Telstar Colormatic – (model 6130, 1977) Udvidet 6030-model, dog med adskilte "paddle"-joystick – brugte AY-3-8500-chip og en Texas Instruments SN76499N-chip for farve.
7. Telstar Regent – (model 6036, 1977) samme udstyr som 6130-modellen, dog uden farve og i en sort og hvid kasse.
8. Telstar Sportsman – (1978) Telstar Regent, men med en ekstra lys-pistol og forskellige indstillinger
9. Telstar Combat – (model 6065, 1977) 4 Kee Games-varianter Tank, 4 indbyggede joysticks (2 til hver spiller), brugte General Instruments AY-3-8700-chip.
10. Telstar Colortron – (model 6135, 1978) 4 PONG-varianter, i farve, indbygget lyd og indbygget "paddle"-joystick
11. Telstar Marksman – (model 6136, 1978) 4 PONG-varianter og 2 pistolspil i farve, større lys-pistol med flytbar "paddle"-joysticks, dog som standard var de fastmonteret.
12. Telstar Galaxy – separate joystick og fastmonteret "paddle"-joysticks.
13. Telstar Gemini – (1978) 4 pinballspil og 2 lys-pistolspil i farve, lyspistol, 2 knapper på hver sin side, en pinballkugleknap  brugte en MOS Technology MPS 7600 004-chip.
14. Telstar Arcade – kassettebaseret trekantet kasse, indeholdende lyspistol, rat med gearskift og "paddle"-joysticks – én på hver side. Kassetterne som Telstar brugte, var baseret på en specialbygget MOS Technology MPS-7600-chip, som har et specialbygget logisk kredsløb med en basic processor, som kørte et meget lille program i ROM.

På grund af den store produktlinje med mange modeller, som var næsten ens, og den begyndende tendens til at gå væk fra PONG-maskiner, var Coleco næsten ved at gå konkurs i 1980.